# Ficivora leucoteles
Ficivora leucoteles är en fjärilsart som beskrevs av Clarke 1962. Ficivora leucoteles ingår i släktet Ficivora och familjen glasvingar. Inga underarter finns listade i Catalogue of Life.